# Bartosz Martyna
Bartosz Miłosz Martyna (ur. 7 marca 1984 w Zabrzu) – polski aktor teatralny, filmowy, dubbingowy, lektor, nauczyciel akademicki oraz animator kultury, doktor sztuki. Autor monodramu Performer (2013), nagrodzonego na szeregu festiwali teatralnych, od 2009 wicedyrektor Warszawskiego Teatru Tańca.

## Życiorys
Zdał maturę w III Liceum Ogólnokształcącym w Zabrzu. W latach 2002–2006 studiował kulturoznawstwo i filozofię w ramach Międzywydziałowych Indywidualnych Studiach Humanistycznych na Uniwersytecie Śląskim w Katowicach. Był stypendystą marszałka województwa śląskiego oraz przez szereg lat stypendystą prezydenta miasta Zabrze. W 2010 roku ukończył studia na Wydziale Aktorskim Akademii Teatralnej w Warszawie. W 2015 uzyskał na tej uczelni stopień doktora sztuki.
Zadebiutował w 2009 rolą Ludwika XIV w spektaklu Diabeł w purpurze na deskach stołecznego Teatru Scena Prezentacje. Współpracował zawodowo m.in. z Teatrem Scena Prezentacje, Teatrem Dramatycznym w Warszawie, Nowym Teatrem w Warszawie, Teatrem Polskiego Radia, Warszawską Operą Kameralną, Theater der Künste w Zurychu. W 2009 został wicedyrektorem Warszawskiego Teatru Tańca, gdzie objął zarząd nad organizacją, marketingiem i promocją. Współuczestniczył w realizacji spektakli Warszawskiego Teatru Tańca na kilkudziesięciu scenach w różnych krajach. We wrześniu 2013 premierowo zaprezentował swój autorski monodram Performer, za który otrzymał szereg wyróżnień, m.in. Nagrodę Olsztyńskich Spotkań Teatrów Jednego Aktora „SOLO” (2014), I nagrodę XVI Festiwalu Sztuki Teatralnej w Rybniku (2014) oraz Wyróżnienie XII Ogólnopolskiego Przeglądu Monodramu Współczesnego w Warszawie (2014). Współtworzył łącznie czterdzieści produkcji teatralnych (jako aktor, asystent reżysera, reżyser lub producent). Współpracował też z Kabaretem Macież.
Od 2009 pracuje jako aktor dubbingowy i lektor. Współtworzył jako aktor głosowy ponad dwieście pięćdziesiąt produkcji, w tym filmy, seriale i gry wideo. W latach 2010–2012 wystąpił w kilkunastu słuchowiskach radiowych, m.in. w kilku realizacjach Teatru Polskiego Radia w reżyserii Łukasza Lewandowskiego. W 2013 zadebiutował w filmie Kanadyjskie sukienki. Występował w filmach i serialach telewizyjnych, spektaklach telewizyjnych i reklamach. Łącznie współtworzył ponad trzydzieści produkcji filmowych jako aktor.
W latach 2011–2017 był zastępcą dyrektora Międzynarodowego Festiwalu Tańca Współczesnego Warsaw Dance Days. W 2015 był organizatorem, współkoordynatorem i opiekunem merytorycznym rocznego programu Warszawska Platforma Tańca. Jako organizator współpracował przy szeregu inicjatyw z Mazowieckim Instytutem Kultury. W 2020 uzyskał stypendium ministra kultury i dziedzictwa narodowego, w ramach którego zrealizował projekt Usłysz wiersz. Od lutego 2020 współpracuje w zakresie organizacji wydarzeń artystycznych z Domem Pracy Twórczej w Radziejowicach.
Bartosz Martyna jest również pedagogiem i nauczycielem akademickim. Prowadził zajęcia dla młodzieży. W roku akademickim 2016/2017 nawiązał współpracę dydaktyczną z Akademią Teatralną w Warszawie oraz Uniwersytetem Muzycznym Fryderyka Chopina w Warszawie. W tym samym roku rozpoczął prowadzenie zajęć dla studentów Kolegium Artes Liberales Uniwersytetu Warszawskiego. Kontynuował współpracę z tymi uczelniami jako wykładowca na przestrzeni kolejnych lat. Występował z referatami na szeregu konferencji międzynarodowych, współtworzył projekty artystyczno-badawcze. Nawiązał współpracę z czasopismem Studia Choreologica jako recenzent.
Jest członkiem Związku Artystów Scen Polskich, Polskiego Forum Choreologicznego oraz Stowarzyszenia Strefa Otwarta.

## Filmografia

### Polski dubbing

#### Role pierwszoplanowe lub drugoplanowe
- 1996: Artur – Artur
- 2010: Czytaj i płacz – Ralph Bartlett
- 2011: Akwalans (serial TV) – Ośmiorniak
- 2011: Ninjago mistrzowie spinjitzu (serial TV) – Zane
- 2012: Inazuma Eleven (serial TV) – Jack Wallside
- 2012: Madagaskar 3 – pies Freddy
- 2012: Nie-przyjaciele – Walker
- 2012: Tomek i przyjaciele (serial TV) – Czarek; Remek
- 2012: Redakai: W poszukiwaniu Kairu (serial TV) – Koz
- 2013: Smerfy: Legenda Smerfnej Doliny – Ważniak
- 2013: Smerfy 2 – Smerf Panikarz i inne
- 2013: Straszny Larry (serial TV) – Franek
- 2013: Uniwersytet potworny – sędzia; Jay
- 2014: Bella i Sebastian – Doktor Guillaume
- 2014: Kaczorek Szczęściarz – Wingo
- 2014: Wolfblood (serial TV) – pan Jeffries (odc. 1–13)
- 2016: Steven Universe (serial TV) – Ronaldo
- 2016: Strażak Sam (serial TV) – Bob Hooper
- 2016: Zwierzogród – Sierżant Rogalski; Prezenter TV
- 2017: Dorotka i Czarnoksiężnik z krainy Oz (serial TV) – Straszek
- 2017: Kacze opowieści (serial TV) – Śmigacz McKwak
- 2017: Lego Ninjago: Film – Zane
- 2017: Mech-X4 (serial TV) – Leo
- 2017: Pan Kwacki (serial TV) – Mors
- 2017: Sing – Eddie
- 2017: Szkolny poradnik przetrwania (serial TV) – Pan Monroe
- 2017: Transformers: Robots in Disguise (serial TV) – Wildbreak (odc. 51–52; 55; 59; 61)
- 2018: Listonosz Pat – Przesyłki specjalne (serial TV) – Ben Taylor (sezon trzeci)
- 2018: Zombi – Bonzo
- 2019: Bia (serial TV) – Mariano Urquiza
- 2019: Odjazdowa Layne (serial TV) – Rob
- 2019: Karolek z Naklejkowa (serial TV) – Ośmio-Bośmio
- 2019: Kim Kolwiek – James Kolwiek, tata Kim
- 2020: Zombi 2 – Bonzo
- 2020: Sowi dom (serial TV) – Król
- 2021: Dzika ekipa(inne języki) – Frank
- 2021: Belle – ojciec Suzu
- 2021: Piotruś Królik 2: Na gigancie(inne języki) – Prosiak Robinson
- 2021: My Little Pony: Nowe pokolenie(inne języki) – Zoom
- 2022: Chip i Dale: Brygada RR – Chip
- 2023: Super Mario Bros. Film – Luigi

#### Role epizodyczne
- 2008: Beyblade: Metal Masters (serial TV) – Chao Xin (odc. 40, 45-47)
- 2009: Johnny Tsunami
- 2010: Ja w kapeli (serial TV)
- 2010: Jake i Blake (serial TV) – różne role
- 2010: Para królów (serial TV)
- 2010: Słoneczna Sonny (serial TV) – Blake; Tubbs (odc. 30, 44)
- 2010: Szesnaście życzeń
- 2010: Zeke i Luther (serial TV) – różne role
- 2011: Bakugan: Młodzi wojownicy (serial TV) – Tristar
- 2011: Huntik: Łowcy tajemnic (serial TV) – Dirk i inni
- 2011: Moja niania jest wampirem (serial TV)
- 2011: Power Rangers Samurai (serial TV) – Chad (odc. 31)
- 2011: Supa Strikas: Piłkarskie rozgrywki (serial TV) – Bracia Amal i inni
- 2011: Taniec rządzi (serial TV) – różne role
- 2011: Transformers: Prime (serial TV) – Cliffjumper (odc. 1–3)
- 2011: Wiedźmin 2: Zabójcy królów (gra wideo) – Oven, Brick
- 2012: Asterix i Obelix: W służbie Jej Królewskiej Mości – Dekurion; Wojownik brytyjski
- 2012: Austin i Ally (serial TV) – różne role
- 2012: Big Time Rush w akcji – różne role
- 2012: Dzwoneczek i sekret magicznych skrzydeł – różne role
- 2012: Fineasz i Ferb (serial TV) – różne role
- 2012: Futurama (serial TV) – różne role
- 2012: Johnny Test (serial TV) – różne role
- 2012: Klub Winx (serial TV) – różne role
- 2012: Koszykarze (serial TV) – różne role
- 2012: Krypto superpies (serial TV) – różne role
- 2012: Księżniczki Disneya: Czarodziejskie opowieści
- 2012: Leci królik (serial TV) – różne role
- 2012: Legenda Korry (serial TV) – Aang; Noatak i inni
- 2012: Lękosław Wiewiórka (serial TV) – różne role
- 2012: Liga Młodych (serial TV) – różne role
- 2012: Merida Waleczna – różne role
- 2012: Nadzdolni (serial TV) – różne role
- 2012: Piraci! – różne role
- 2012: Pora na przygodę! (serial TV) – różne role
- 2012: Powodzenia, Charlie! (serial TV) – Boom-Boom i inni
- 2012: Ralph Demolka – różne role
- 2012: ThunderCats (serial TV) – Emric; Dobo i inni
- 2012: Victoria znaczy zwycięstwo (serial TV) – Rick i inne
- 2012: W jak wypas (serial TV) – Narrator i inne
- 2012: Zaplątani – różne role
- 2013: 2112: Narodziny Doraemona – Policjant
- 2013: Legendy Chima (serial TV) – różne role
- 2013: Pies, który uratował święta – dostawca jedzenia; policjant
- 2013: Violetta (serial TV) – różne role (odc. 14; 23; 29; 32; 40–42)
- 2014: Czarownica – różne role
- 2014: Doraemon (serial TV)
- 2014: Dzwoneczek i tajemnica piratów
- 2014: Ever After High (serial TV) – owce Little Bo Peep (odc. 3)
- 2014: Jake i piraci z Nibylandii (serial TV) – Kapitan Gadżet (odc. 61a)
- 2014: Jej Wysokość Zosia: Pałac na wodzie – Franek
- 2014: Kapitan Ameryka: Zimowy żołnierz – Adrian
- 2014: Lego: Przygoda – różne role
- 2014: Littlest Pet Shop (serial TV) – różne role (odc. 27; 30; 32)
- 2014: Mr. Young (serial TV) – różne role (odc. 70, 71, 73)
- 2014: Muppety: Poza prawem – różne role
- 2014: Pound Puppies: Psia paczka (serial TV) – różne role (odc. 30–33; 35, 41–42; 49, 53, 62–63)
- 2014: Sanjay i Craig (serial TV) – różne role
- 2015: Ant-Man – różne role
- 2015: Chica Vampiro. Nastoletnia wampirzyca (serial TV) – Pietro i inne
- 2015: Henio Tulistworek (serial TV) – Dog
- 2015: Hotel Transylwania 2 – różne role
- 2015: Miraculum: Biedronka i Czarny Kot (serial TV) – różne role (odc. 12; 15; 17; 21; 52; 64)
- 2015: To nie ja (serial TV) – Barrett (odc. 27)
- 2015: Zwyczajny serial (serial TV) – głos z Centrum Pomocy Technicznej (odc. 178)
- 2015: Żółwik Sammy i spółka (serial TV) – Marko; Brzydal
- 2016: Alicja po drugiej stronie lustra – Król Oleron; Harris
- 2016: Angry Birds – różne role
- 2016: Atomówki (serial TV) – różne role
- 2016: Backstage (serial TV)
- 2016: K.C. nastoletnia agentka (serial TV) – Laszlo (odc. 44-45)
- 2016: Kapitan Ameryka: Wojna bohaterów
- 2016: Kornisz i Fistach (serial TV)
- 2016: Krudowie – u zarania dziejów (serial TV)
- 2016: Legendy ukrytej świątyni
- 2016: Między nami, misiami (serial TV) – różne role
- 2016: Rodzinka od środka (serial TV)
- 2016: Soy Luna (serial TV) – różne role
- 2016: Star Wars: Rebelianci (serial TV) – różne role
- 2016: Tini: Nowe życie Violetty – jeden z dziennikarzy
- 2016: W tę i nazad (serial TV) – prezenter wiadomości (odc. 64)
- 2016: X-Men: Apocalypse – różne role
- 2016: Zoey 101 (serial TV) – Kazu; woźny Herb (odc. 3; 4; 23)
- 2017: Auta 3
- 2017: Kapitan Ameryka: Pierwsze starcie
- 2017: Jedenastka (serial TV) – Facundo Gutiérrez (odc. 52–56)
- 2017: Klopsiki i inne zjawiska pogodowe (serial TV)
- 2017: My Little Pony: Equestria Girls – Better Together (serial TV)
- 2017: Odlotowe wyścigi (serial TV)
- 2017: Penn Zero – bohater na pół etatu (serial TV)
- 2017: OK K.O.! Po prostu walcz (serial TV) – Realnie Magiczny Szkielet (odc. 1; 6)
- 2017: Zagadki rodziny Hunterów (serial TV)
- 2017: Zhu Zhu (serial TV)
- 2018: Greenowie w wielkim mieście (serial TV)
- 2018: Wielkie przygody Kapitana Majtasa (serial TV) – różne role
- 2019: Gigantozaur (serial TV)
- 2019: Power Rangers Beast Morphers (serial TV)
- 2020: Doktor Dolittle – żołnierz na statku
- 2020: Dziki Zachód Calamity Jane(inne języki) – mieszkaniec miasta; żołnierz; Robert
- 2020: Mulan
- 2020: Ogarnij to! (serial TV)
- 2020: Płazowyż (serial TV) – Albus Żabieniec (odc. 7a, 9a)
- 2020: Sydney na Maxa (serial TV)
- 2020: Szczypta magii (serial TV) – tata Candy
- 2021: Kosmiczny mecz: Nowa era
- 2021: Nic strasznego (serial TV) – Oscar (odc. 6)[14]
- 2021: Skater Girl (serial TV)
- 2020: Ricky Zoom (serial TV)
- 2021: Malory Towers (serial TV) – Pan Rivers (odc. 1, 7–8)
- 2021: Smok życzeń(inne języki)
- 2022: Bracia gigaroboty (serial TV)
- 2022: Angry Birds: Letnie szaleństwo(inne języki) (serial TV)
- 2025: Superman[15]

### Role aktorskie
- 2009: Klan (serial TV) jako barman
- 2009: Przeznaczenie (serial TV) jako Hubert (odc. 1)
- 2009: Tajny Współpracownik (Teatr Telewizji) jako Henryk Cichocki
- 2010: Rozmowa (etiuda krótkometrażowa) jako On
- 2010: Usta usta (serial TV) jako anestezjolog (odc. 29)
- 2011: Antonówka (etiuda krótkometrażowa) jako Szczur
- 2012: Szukając gwiazd (film krótkometrażowy) jako Ojciec
- 2013: Drogówka jako Ernest
- 2013: Ojciec Mateusz (serial TV) jako Wojtek Zykun (odc. 130)
- 2014: O mnie się nie martw (serial TV) jako policjant (odc. 2)
- 2014: Lekarze nocą (serial TV) jako pacjent (odc. 12)
- 2013: Kanadyjskie sukienki jako Wiktor
- 2016: Na dobre i na złe (serial TV) jako Wojtek (odc. 647)
- 2016: Na Wspólnej (serial TV) jako lekarz Pirycki (odc. 2379-2384; 2386)
- 2017: Klan (serial TV) jako Czakra
- 2019: Przyjaciółki (serial TV) jako lekarz badający Mikołaja (odc. 147)
- 2019: Echo serca (serial TV) jako anestezjolog (odc. 24, 28, 29)
- 2020: Stulecie winnych (serial TV) jako klient „Stokrotki” (odc. 18)
- 2021: Na wspólnej (serial TV) jako przewodniczący (odc. 3158)
- 2022: Leśniczówka (serial TV) jako lekarz (odc. 635)
- 2023: Ojciec Mateusz (serial TV) jako Robert Mackiewicz (odc. 379)
- 2025: Królowie jako Jan Długosz[16]

Opracowano na podstawie materiału źródłowego.

## Teatr

### Role aktorskie
- 2008: Trzy Siostry (Teatr Collegium Nobilium) jako Czebutykin
- 2008: Obiad (Teatr Collegium Nobilium)
- 2009: Diabeł w purpurze (Teatr Scena Prezentacje) jako Ludwik XIV
- 2009: Już mi lepiej... (Warszawski Teatr Tańca) jako konferansjer, ojciec
- 2009: Sceny z Różewicza (Teatr Collegium Nobilium) jako Bohater – Kartoteka, Ojciec – Grupa Laokoona
- 2010: Mieszkania-X (Nowy Teatr w Warszawie) jako Myśliwy Grakchus
- 2011: Córeczki (Teatr Dramatyczny w Warszawie) jako młodzieniec dekadent Stasinek
- 2013: Bachantki (Państwowa Wyższa Szkoła Teatralna w Krakowie) jako Penteusz
- 2014: Napój miłosny (Warszawska Opera Kameralna) jako Pierrot
- 2015: Roots (United Movement, Theater der Künste, Zürich), również dramaturgia
- 2015: Kolarz. Niepowtarzalne zderzenie z czasoprzestrzenią (Warszawski Teatr Tańca)
- 2018: Faust[i] (Pałac w Nieborowie) jako Faust[18][19][20]

### Reżyseria
- 2010: Trans-Form (Mazowiecki Instytut Kultury)
- 2012: Few Few (Warszawski Teatr Tańca, Warszawska Opera Kameralna)
- 2013: Performer (Teatr na Poziomie – Zabytkowa Kopalnia Guido w Zabrzu, Mazowieckie Centrum Kultury i Sztuki w Warszawie, Warszawski Teatr Tańca)
- 2016: ATLAS SALTA (Instytut Teatralny im. Zbigniewa Raszewskiego)
- 2016: Echa (krótka forma, reżyseria i wykonanie, w ramach obchodów Międzynarodowego Dnia Tańca, Instytut Teatralny im. Zbigniewa Raszewskiego)

### Asystent reżysera
- 2008: Trzy Siostry, Teatr Collegium Nobilium w Warszawie
- 2009: Diabeł w purpurze, Teatr Scena Prezentacje w Warszawie

Opracowano na podstawie materiału źródłowego.

## Słuchowiska radiowe
- 2010: Pan Twardowski jako Kogut
- 2010: O wawelskim smoku jako Posłaniec
- 2010: Kot w butach jako Chłop
- 2010: O czterech muzykantach z Bremy jako Herszt
- 2010: Królewna Śnieżka jako Karzełek
- 2010: O Wandzie co Niemca nie chciała jako Poseł
- 2010: Kiedy nie mogę uciec jako Komandos
- 2012: Opowieść Wigilijna jako Feezziwig/Bankier 1/ Posłaniec
- 2012: Pinokio jako Kot/ Treser
- 2012: Piotruś Pan jako Bliźniak 2
- 2012: Poprowadź mnie na drugą stronę jako Konduktor / Protokolant
- 2012: Wyszedł z domu jako Sanitariusz 2
- 2012: Głosy jako Kamila Michalak
- 2012: Boży bojownicy jako Żołdak 2

## Nagrody
- Nagroda II Olsztyńskich Spotkań Teatrów Jednego Aktora „SOLO” za spektakl Performer (2014)
- I Nagroda XVI Festiwalu Sztuki Teatralnej w Rybniku za spektakl Performer (2014)
- Wyróżnienie XII Ogólnopolskiego Przeglądu Monodramu Współczesnego w Warszawie za spektakl Performer (2014)
- Stypendium ministra kultury i dziedzictwa narodowego (2020)[5]

Opracowano na podstawie materiału źródłowego.